# Yang Huanyi
Yang Huanyi (chiń. upr. 阳焕宜; chiń. trad. 陽煥宜; pinyin Yáng Huànyí; zm. 20 września 2004, Pumei, centralne Chiny), była uważana za ostatnią osobę posługującą się specjalnym kobiecym pismem nüshu. Pochodziła z grupy etnicznej Yao.
Urodziła się w Jiangyong (prowincja Hunan); przed wyjściem za mąż, zgodnie z lokalną tradycją, została zapoznana z pismem nüshu, wymyślonym prawdopodobnie w XVI wieku. Pismo nüshu służyło m.in. do wyrażania życzeń ślubnych córkom przez matki, a także komunikowania się między kobietami w tajemnicy przed mężami.
Od 1994 Yang Huanyi była ostatnią z kobiet, znających pismo; jej córki i wnuczki nie chciały uczyć się tradycyjnego pisma, Yang podjęła jednak próbę ocalenia nüshu, gromadziła materiały na jego temat (m.in. listy, wiersze i artykuły). Uczestniczyła w Konferencji Narodów Zjednoczonych na temat Kobiet w Pekinie w 1995, przekazała wówczas materiały naukowcom z Uniwersytetu Tsinghua, którzy opracowali je i wydali w formie książkowej w 2004. W Jiangyong powstało także muzeum poświęcone nüshu (2002).
Yang Huanyi zmarła w wieku ponad 95 lat (sama podawała datę urodzenia 1908, mieszkańcy jej wioski rok 1906).